# Рипафрата-Фарнета (Пиза)
Рипафрата-Фарнета је насеље у Италији у округу Пиза, региону Тоскана.
Према процени из 2011. у насељу је живело 668 становника. Насеље се налази на надморској висини од 34 м.